# Klara Johanson
Klara Johanson, née le 6 octobre 1875 à Halmstad et morte le 8 octobre 1948 à Stockholm, est une critique littéraire, écrivaine et traductrice suédoise. 
Installée à Stockholm après ses études, elle commence à écrire pour différents journaux suédois, principalement des articles de critique littéraire, ainsi que des histoires humoristiques sous le pseudonyme de Huck Leber. En parallèle, elle publie quelques livres, et suscite une polémique avec Den undre världen, le journal d'une prostituée, paru en 1907. Elle réalise aussi des traductions, notamment d'Emily Dickinson, Lord Byron et Alfred de Musset, et participe à faire connaître la littérature américaine en Suède. Elle collabore à la publication de la correspondance de Fredrika Bremer, en collaboration avec Ellen Kleman, sa compagne de 1912 à sa mort.

## Biographie

### Jeunesse et études
Klara Elisabeth Johanson naît en 1875 à Halmstad. Elle est la fille d'Anna Christina Johanson et d'Alexander Johanson, chapelier et fourreur,. Élève au lycée de Halmstad, elle devient la première jeune fille à y obtenir un diplôme, en 1894. Elle poursuit ses études et est diplômée d'une licence en lettres à l'université d'Uppsala en 1897. Durant ses études, elle s'implique dans des associations étudiantes, publient quelques poèmes (dont le remarqué Så fruktas en argbigga en 1897) et a une brève relation avec Lydia Wahlström. Ses auteurs favoris sont Goethe (dont elle admire Les Souffrances du jeune Werther), Søren Kierkegaard et Emily Dickinson. En 1901, sous le pseudonyme de Huck Leber, elle publie Oskuld och arsenik (Innocence et arsenic), un recueil de nouvelles sur le monde étudiant de Halmstad et Uppsala.

### Critique littéraire
Par la suite, elle s'installe à Stockholm où elle collabore au journal Dagny, un journal féministe affilié à la Fredrika Bremer Association (en), de 1898 à 1901. Elle écrit ensuite pour le Stockholms Dagblad (en), où elle donne des critiques littéraires sous son propre nom et des histoires humoristiques signées Huck Leber,. Elle écrit des articles pour le Stockholms Dagblad jusqu'en 1912. Durant cette période, elle est considérée comme « la critique la plus éloquente de Suède, à la sensibilité esthétique la plus élevée ». En 1912, elle emménage avec Ellen Kleman, qui restera sa compagne jusqu'à sa mort.
En 1907, elle publie Den undre världen (Le monde souterrain), un livre sous la forme du journal intime d'une prostituée, qui fait polémique,. Entre 1915 et 1920, avec Ellen Kleman, elle participe à la publication des correspondances de Fredrika Bremer en quatre volumes. Elle continue en parallèle à rédiger des articles de presse, notamment pour le journal Tidevarvet (en)[réf. nécessaire]. En 1924, Johanson et Kleman rencontrent la sculptrice Sigrid Fridman et sa compagne Ragnhild Barkman, avec qui elles passent leurs vacances d'étés à plusieurs reprises. Johanson entame une liaison avec Fridman, qui ne gêne pas Kleman, et publie un livre sur la sculptrice en 1948.

### Traductrice
Johanson a participé à faire connaître la littérature américaine en Suède : son journal, publié en 1916, contient la première mention d'Emily Dickinson dans une publication suédoise. Elle est aussi traductrice, et a publié des traductions des Fragments d'un journal intime d'Henri-Frédéric Amiel et de Geschlecht und Kultur de Rosa Mayreder, ainsi que des poèmes de Lord Byron et Alfred de Musset.

### Dernières années
À la mort d'Ellen Kleman en 1943, Johanson est contrainte de quitter l'appartement qu'elles partageaient et vit dans la pauvreté. Elle meurt le 8 octobre 1948. Nils Afzelius (sv) publie à titre posthume trois recueils de textes écrits par Johanson.

## Œuvres

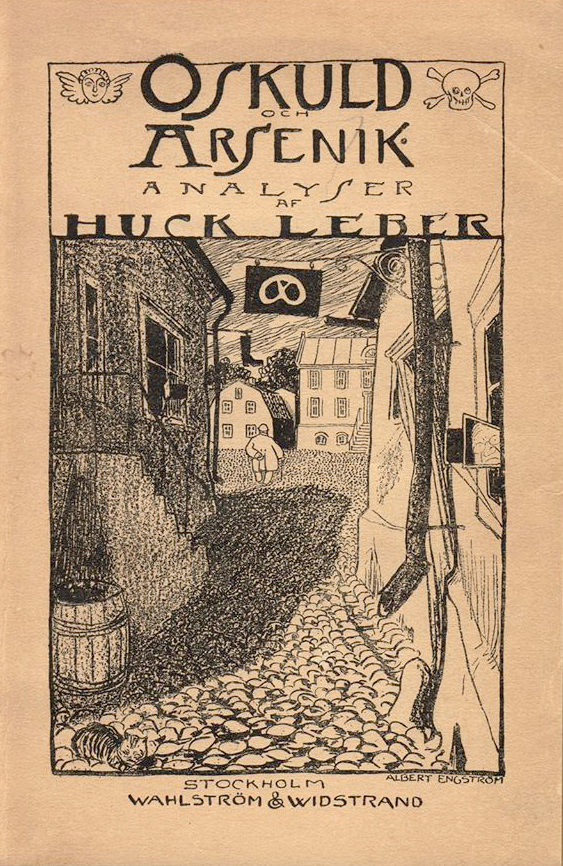
Page de garde de Osklud och arsenik.

- (sv) Oskuld och arsenik [« Innocence et arsenic »], Stockholm, Wahlström & Widstrand, 1901 (lire en ligne), sous le pseudonyme de Huck Leber.
- (sv) Pål Bange och stora Karskberg : sorgespex in ein par akter, Stockholm, Wahlström & Widstrand, 1902, sous le pseudonyme de Huck Leber.
- (sv) Ligapojken Eros : historier om barn och dårar, Stockholm, Wahlström & Widstrand, 1907 (lire en ligne), sous le pseudonyme de Huck Leber.
- (sv) Fredrika Bremers brev [« Lettres de Fredrika Bremer »], 1915-1920, en collaboration avec Ellen Kleman.
- (sv) Det speglade livet : memoarer från bokrummet, Stockholm, Wahlström & Widstrand, 1926.
- (sv) Det rika stärbhuset, Stockholm, Wahlström & Widstrand, 1946 (lire en ligne).
- (sv) Sigrid Fridman - och andra konstnärer : en krigskrönika [« Sigrid Fridman et d'autres artistes : chronique de guerre »], Stockholm, Wahlström & Widstrand, 1948 (lire en ligne).
- (sv) K. J. själv, 1952 (posthume).
- (sv) Brev [« Lettres »], 1953 (posthume).
- (sv) Kritik, 1957 (posthume).